# Daulelo (Ort)
Daulelo ist ein osttimoresischer Ort im Suco Meligo (Verwaltungsamt Cailaco, Gemeinde Bobonaro). Er liegt im Norden der Aldeia Daulelo, auf einer Meereshöhe von 124 m. Die Siedlung reicht vom Nordufer des Timoreme, nach Süden bis zum Nordufer des Hatopoci.
Durch den Norden Daulelos führt die Überlandstraße von Biadila im Westen nach Sah-Heu im Osten. Im Norden des Dorfes befindet sich auch der Sitz der Aldeia Daulelo.